# Leon Luke Mendonca
Leon Luke Mendonca (Goa, 13 marzo 2006) è uno scacchista indiano.
Ha ottenuto la terza norma di Grande Maestro in dicembre 2020, all'età di 14 anni, 9 mesi e 17 giorni.
Il titolo è stato ratificato dalla FIDE in gennaio 2021, diventando così il 67° Grande Maestro indiano.
Nel gennaio 2024 ha vinto la sezione Challengers del torneo Tata Steel con 9,5 punti su 13 .
In aprile 2024 vince a Saint Louis il torneo Spring Chess Classic con 6 punti su 9 .
Nel dicembre 2024 ha raggiunto i 2642 punti Elo, ottenendo il suo record personale, 91º al mondo .